# Пурбуев, Батомунко Пурбуевич
Батомунко Пурбуевич Пурбуев, Бато-Мунко Пурбуев (бур.  Пүрбын Батамүнхэ; 1 мая 1929, с. Зугалай, Агинский аймак, Бурят-Монгольская АССР — 2 ноября 2010) — бурятский писатель. Заслуженный деятель искусств Республики Бурятия (1993). Лауреат Государственной премии Республики Бурятия в области литературы и искусства (2008).

## Биография
Окончил Литературный институт имени А. М. Горького, работал на разных должностях в театре.
За более чем 40 лет творческой деятельности стал известным и уважаемым драматургом, в последние двадцать лет был самым «репертуарным» автором на сцене Бурятского государственного академического театра драмы им. Х. Намсараева.

## Награды и звания
Награждён медалью «За доблестный труд в годы Великой Отечественной войны 1941—1945 гг», Заслуженный деятель искусств Республики Бурятия (1993), член союза писателей России (1993, Лауреат Государственной премии Республики Бурятия в области литературы и искусства (2008).

#### Пьесы
Батомунко Пурбуев написал 20 пьес.
1. «Сасуутан» 1959
2. «Милициин лейтенант» 1962
3. «Хүрьгэн хүбүүн» 1964
4. «Зэбэ» 1968
5. «Харгын эхин» 1978
6. «Талын басаган» 1980
7. «Гүнсэмаа» 1980
8. «Шэнэ гэр хэнэйб?» 1983
9. «Хүдөөгэй минии хүйхэрнүүд» 1985
10. «Бэрхэш даа, Цэбүүдэй!» 1986
11. «Тохёолгон» 1989
12. «Тэргэ түлеэн юутэб?» 1991
13. «12 жэлэй хубаари» 1991
14. «Наймаа найман хүлтэй» 1993
15. «Толдойн хүбүүн Болдой» 1996
16. «Эрьехэ наран 1» 2000
17. «Бахын hанаан далайда» 2001
18. «Бадан Тураахин» 2002
19. «Хэшэгтын хэhэн угаал» 2002
20. «Эрьехэ наран 2» 2002
21. «Эрьехэ наран 3» 2005

#### Публикации
- Пурбуев, Б. П. Шэлэгдэмэл зужэгууд. Зур. Б. О. Ринчинов. Улаан-Yдэ: Бэлиг, 2006. (Содерж.: Талын басаган ; Наймаа найман хултэй, наймаашан хоёр хултэй ; Толдойн хубуун Болдой ; Бадан Тураахин ; Эрьехэ наран. — 1000 экз. Перевод заглавия: Избранные пьесы)
- Пурбуев, Бато-Мунко. Хvрьгэн хvбvvн: 3 vйлэтэй, 4 vзюгдэлтэй зvжэг. Улаан-Yдэ: Буряадай номой хэблэл, 1963. (1000 экз. Перевод заглавия: Зять)
- Пурбуев, Батомунко Пурбуевич. Зүжэгүүд. Улаан-Yдэ : Бэлиг , 2008.(700 экз. Перевод заглавия: Пьесы) ISBN 978-5-85693-303-0
- Пурбуев, Бато-Мунко Пурбуевич. Эрьехэ наран… (Шэлэгдэмэл зүжэгүүд). Ага, Агын үнэн, 2003. (Перевод заглавия: Избранные пьесы)